# Jill Murphy
Jill Murphy (5 de julio de 1949-18 de agosto de 2021) fue una escritora británica de libros para niños, conocida por la saga de libros The Worst Witch y the Large Family libros ilustrados. Ha sido descrita como «una de las escritoras e ilustradoras más atractivas para los niños en la tierra».

## Biografía
Mostró interés por la escritura y el dibujo a la edad de seis años, y a pesar de no sobresalir en otras materias escolares, tenía hecha su propia colección enorme de manuscritos y libros ilustrados, mientras que todavía estaba en la escuela primaria. Asistió al Ursuline High School, en Wimbledon que, junto con las historias de colegio le gustaba la lectura, a condición de gran parte del material y la inspiración para la Academia Miss Cackie en la saga The Worst Witch. Creció como católica, pero dejó de ser practicante. Su madre era una ama de casa además era un "maniática por los libros" y su padre era un ingeniero irlandés.
Comenzó a escribir The Worst Witch mientras que todavía estaba en la escuela, pero puso el libro en espera mientras ella asistía a las Escuelas de Arte Chelsea y Croydon. Continuó escribiendo durante un año viviendo en un pueblo de Togo, África occidental y, más tarde mientras trabajaba como niñera de nuevo en el Reino Unido. El libro fue publicado cuando Jill tenía 24 años y resultó un éxito instantáneo. Siguió trabajando como niñera hasta la publicación de The Worst Witch Strikes Again lo que la llevó a dedicarse a la escritura a tiempo completo.
Dio a luz a su hijo Charlie en la primavera de 1990 a la edad de cuarenta años.
En 1995, fue diagnosticada con cáncer de mama, e hizo una recuperación completa.
Tanto la tía de Jill y su madre tuvieron demencia, una después de la otra, durante un período de siete años. Fue difícil para ella trabajar durante este tiempo, esto causó, la reducción de su producción entre 1997 y 2004.
Las historias de La peor bruja se han convertido en algunos de los títulos de más éxito en la lista del libro de bolsillo Young Puffin paperback y han vendido más de tres millones de copias. Se realizó también una exitosa serie de TV basada en los libros .
Es también conocida por sus libros ilustrados, en particular, la popular Large Family (libros ilustrados), que detalla el caos doméstico de una familia de elefantes. La "Gran Familia" es ahora una serie de televisión en la CBeebies y ABC Kids. En 1996 "El último Noo-Noo" fue adaptada como una obra de teatro y actuó en el Teatro Polka, de Londres.
En 2007 recibió una beca de honoraria de la Universidad de Brighton.
Murió de cáncer el 18 de agosto de 2021.

## Premios
| Año  | Libro               | Premio                                               | Logros                |
| ---- | ------------------- | ---------------------------------------------------- | --------------------- |
| 1980 | Peace at Last       | Kate Greenaway Medal                                 | Loable                |
| 1986 | Five Minutes' Peace | Children's Book Award                                | Preseleccionado       |
| 1987 | Five Minutes' Peace | Parents Magazine Best Books for Babies Award         | Ganador               |
| 1987 | All In One Piece    | Kate Greenaway Medal                                 | Altamente Recomendado |
| 1987 | All In One Piece    | Children's Book Award                                | Preseleccionado       |
| 1994 | A Quiet Night In    | Kate Greenaway Medal                                 | Preseleccionado       |
| 1995 | The Last Noo-Noo    | Smarties Book Prize (0-5 category)                   | Ganador               |
| 1995 | The Last Noo-Noo    | English 4-11 Outstanding Children's Book of the Year | Preseleccionado       |
| 1996 | The Last Noo-Noo    | Sheffield Children's Book Award                      | Ganador               |
| 1996 | The Last Noo-Noo    | Gateshead Gold Award                                 | Ganador               |

## Obra
La peor bruja / The Worst Witch
- 1. The Worst Witch (1974)
- 2. The Worst Witch Strikes Again (1980)
- 3. A Bad Spell for the Worst Witch (1982)
- 4. The Worst Witch All at Sea (1993)
- 5. The Worst Witch Saves the Day (2005)
- 6. The Worst Witch to the Rescue (2007)
- 7. The Worst Witch and the Wishing Star (2013)
- 8. First Prize for the Worst Witch (2018)

Large Family (libros ilustrados)
- Peace at Last (1980)
- Five Minutes' Peace (1986)
- All in One Piece (1987)
- A Piece of Cake (1989)
- A Quiet Night in (1993)
- Mr. Large in Charge (2005)
- Lester Learns a Lesson (2008)
- Lucy Meets Mr. Chilly (2008)
- Grandpa In Trouble (2009)
- Sebastian's Sleepover (2009)

Obras fuera de series (libros ilustrados)
- My Teddy (1973)
- On the Way Home (1982)
- Whatever Next! (1983)
- What Next, Baby Bear! (1984)
- The Christmas Babies (1992)
- The Last Noo-noo (1995)
- All Aboard (1996)
- All for One (2002)
- Dear Hound (2009)

Obras fuera de series (novelas)
- Geoffrey Strangeways (1985)
- Worlds Apart (1988)
- Jeffrey Strangeways (1992)